# Gehyra moritzi
Espèce
Gehyra moritzi est une espèce de geckos de la famille des Gekkonidae.

## Répartition
Cette espèce est endémique du Territoire du Nord en Australie.

## Étymologie
Cette espèce est nommée en l'honneur de Craig Moritz.

## Publication originale
- Hutchinson, Sistrom, Donnellan & Hutchinson, 2014 : Taxonomic revision of the Australian arid zone lizards Gehyra variegata and G. montium (Squamata, Gekkonidae) with description of three new species. Zootaxa, no 3814 (2), p. 221–241 (texte intégral).